# Circe (romance)
Circe é um romance de 2018 da escritora americana Madeline Miller . Ambientado durante a Era Heróica Grega, é uma adaptação de vários mitos gregos, principalmente a Odisséia, contada da perspectiva da bruxa Circe . O romance explora a história de origem de Circe e narra os encontros de Circe com figuras mitológicas como Hermes, o Minotauro, Jason e Medea e, finalmente, seu romance com Ulisses e seu filho, Telêmaco .

## Trama
Circe é a filha divina do titã Helios e da náiade Perse . Considerada pouco atraente e pouco poderosa desde o nascimento, a infância de Circe é solitária até que ela se apaixona pelo pescador Glaucos . Devastada por sua mortalidade, Circe descobre uma maneira de torná-lo um deus: ela o transforma em sua 'verdadeira forma' usando a seiva de flores mágicas, cultivadas em solo que já foi encharcado com o sangue do titã Cronos . Arrogante em sua divindade, porém, Glauco rejeita Circe em favor da ninfa Cila . O ciúme de Circe faz com que ela use a magia das flores novamente, transformando acidentalmente Scylla em um monstro sanguinário de seis cabeças. Arrependida, Circe confessa seus atos a Helios, que percebe que todos os seus filhos com Perse são bruxos capazes de extrair poder de ervas e poções.
Como punição por sua feitiçaria, Circe é banida por Zeus para o exílio eterno na ilha de Aiaia . Ela usa o início de seu exílio para estudar e aprimorar sua feitiçaria, cuidando de jardins e experimentando damas. Ao longo dos séculos que passa na Aiaia, Circe interage com muitas figuras míticas. Ela recebe visitas do deus olímpico Hermes, a quem toma como amante. Ela é escoltada para fora da ilha pelo mortal Dédalo, a pedido da irmã de Circe e da Rainha de Creta, Pasiphaë . Durante a breve visita a Creta, Circe ajuda sua irmã a dar à luz o Minotauro e usa sua feitiçaria para ajudar a domar o monstro. Muitos anos depois, o herói Jason e sua esposa, a bruxa Medeai (sobrinha de Circe) chegam a Aiaia após terem roubado o Velocino de Ouro do irmão de Circe, Aeëtes, assassinando o irmão de Medea, Absirto, no processo. Circe os limpa do crime e avisa Medeia sobre o interesse minguante de Jason, mas a sobrinha não acredita nela.
Circe entra em um período de solidão após seu confronto com Medea, e está animada para receber um grupo de marinheiros desamparados que chegam uma noite em Aiaia em busca de comida e descanso. No entanto, assim que os marinheiros percebem que Circe mora sozinha na ilha sem homens para protegê-la, o capitão do navio a estupra. Circe então usa sua feitiçaria para matar todos os homens. Arrependida por ter matado tantos homens, e agora cansada dos visitantes, quando o próximo navio chega à sua ilha, ela usa sua feitiçaria para transformar os homens em porcos.
Circe concede o mesmo destino a centenas de outros marinheiros que vêm para sua ilha nos próximos anos. Um navio em particular chega liderado pelo herói Odisseu, que encanta Circe para poupar sua tripulação e hospedá-los em sua ilha durante o inverno. Odisseu e sua tripulação acabam ficando em Aiaia por um ano, durante o qual um romance cresce entre Circe e Odisseu. Depois que Odisseu parte para continuar sua jornada de volta a Ítaca, Circe dá à luz um filho, Telegono .
Criando o bebê Telegono, Circe rapidamente percebe que algo está errado e descobre que a deusa Atena ameaça seu filho. Circe lança um feitiço para proteger a ilha enquanto Telegono cresce. Quando o adolescente Telegono implora para deixar a ilha para encontrar seu pai, Circe adquire a cauda do deus arraia Trigon e relutantemente manda seu filho embora, armado com a cauda em cima de uma lança. Quando Telegono encontra seu pai, no entanto, Odisseu o ataca e é acidentalmente morto pela lança envenenada. Culpado, Telegono volta para casa com a esposa de Odisseu, Penélope, e o filho Telêmaco .
Tendo perdido seu herói Odisseu, Atena visita Aiaia para oferecer seu patrocínio a Telêmaco, que a recusa. Telegono aceita em seu lugar e embarca em sua própria jornada heróica. Desamparada pela perda de seu filho, Circe barganha com Helio para negociar o fim de seu exílio. Com a ajuda de Telêmaco, Circe usa a lança envenenada para transformar Cila em pedra e coleta mais flores que ela usou em Glaucos. Encontrando o amor com Telêmaco, Circe usa a magia das flores em si mesma com a intenção de se tornar mortal e viver seus dias viajando com Telêmaco.

## Recepção critica
Em uma crítica para o New York Times, Claire Messud descreve a Circe de Miller como "agradável", aprovando seus temas feministas e seu "relato altamente psicologizado, redentor e, em última análise, exculpatório" do conto familiar de Circe. Uma crítica do Washington Post de Ron Charles contextualiza o romance de Miller dentro do movimento Me Too e elogia sua releitura da história de Circe como "angustiante e inesperada", lançando uma "luz feminista" em contos atemporais que "ilumina detalhes que não tínhamos notado antes". Aida Edemariam ' The Guardian, também elogia Miller por encontrar novidade e "propulsão narrativa" ao ancorar sua releitura em torno da "vida emocional de uma mulher".
Em 2018, Circe foi nomeado o Melhor Romance de Fantasia no Goodreads Choice Awards, recebeu o Red Tentacle Kitschie Award de melhor romance e foi um vencedor do Athenaeum Literary Award . Em 2019, o romance foi indicado para o Prêmio Feminino de Ficção e o Prêmio de Fantasia Mitopoética .

## Adaptações
Em 2019, a HBO Max anunciou uma adaptação dramática da minissérie em 8 partes do romance, a ser escrita e produzida por Rick Jaffa e Amanda Silver .